# Fluid ideal

Tensorul energie–tensiune pentru un fluid ideal are doar componentele de pe diagonală

În fizică un fluid ideal este un fluid care poate fi complet caracterizat prin densitatea {\displaystyle \rho _{m}} și presiunea izotropă p. Fluidele reale sunt „lipicioase” și au un conținut de căldură, pe care o și conduc. Fluidele ideale sunt modele idealizate în care aceste aspecte nu sunt luate în considerare. Mai exact, la fluidele ideale nu se iau în considerare tensiunile tangențiale, viscozitatea sau conductivitatea termică. Plasma quark-gluon este substanța cunoscută ca fiind cea mai apropiată de un fluid ideal.
În notația tensorială cu signatura metrică⁠(d) pozitivă pentru spațiu, tensorul energie–tensiune al unui fluid ideal poate fi scris sub forma:
{\displaystyle T^{\mu \nu }=\left(\rho _{m}+{\frac {p}{c^{2}}}\right)\,U^{\mu }U^{\nu }+p\,\eta ^{\mu \nu }}
unde U este cvadrivectorul câmpului vectorial de viteze al fluidului, unde {\displaystyle \eta ^{\mu \nu }=\operatorname {diag} (-1,1,1,1)} este tensorul metric al spațiului Minkowski.
În notația tensorială cu signatura metrică pozitivă pentru timp, tensorul energie–tensiune al unui fluid ideal poate fi scris sub forma:
{\displaystyle T^{\mu \nu }=\left(\rho _{\text{m}}+{\frac {p}{c^{2}}}\right)\,U^{\mu }U^{\nu }-p\,\eta ^{\mu \nu }}
unde {\displaystyle \eta ^{\mu \nu }=\operatorname {diag} (1,-1,-1,-1)} este tensorul metric al spațiului Minkowski.
Aceasta ia o formă deosebit de simplă într-un sistem de referință în repaus:
{\displaystyle \left[{\begin{matrix}\rho _{e}&0&0&0\\0&p&0&0\\0&0&p&0\\0&0&0&p\end{matrix}}\right]}
unde {\displaystyle \rho _{\text{e}}=\rho _{\text{m}}c^{2}}   este densitatea de energie, iar {\displaystyle p} este presiunea fluidului.
Fluidele ideale admit o formulare lagrangiană, care permite tehnicilor utilizate în teoria câmpurilor, în special cuantificarea, să se aplice la fluide.
Fluidele ideale sunt folosite în teoria relativității generale pentru a modela distribuțiile idealizate ale materiei, cum ar fi interiorul unei stele sau un univers izotrop. În acest din urmă caz, ecuația de stare a fluidului ideal poate fi utilizată în ecuațiile Friedmann–Lemaître–Robertson–Walker pentru a descrie evoluția universului.
În teoria relativității generale expresia pentru tensorul energie–tensiune al unui fluid ideal este exprimat prin
{\displaystyle T^{\mu \nu }=\left(\rho _{m}+{\frac {p}{c^{2}}}\right)\,U^{\mu }U^{\nu }+p\,g^{\mu \nu }\,}
unde U este cvadrivectorul câmpului vectorial de viteze al fluidului și unde {\displaystyle g^{\mu \nu }} este metrica inversă, scrisă într-o signatură pozitivă a spațiului.